# 광릉관리소
광릉관리소(光陵管理所)는 조선 제7대 세조대왕의 능과 그의 비 정희왕후 윤씨의 능이 안장된 광릉을 보호·관리하기 위해 설립된 대한민국 문화재청 소속기관으로 광릉관리소장(6급)은 행정주사·임업주사 또는 시설주사로 보한다. 경기도 남양주시 진접읍 광릉수목원로 354에 위치하고 있다. 세계유산의 효율적인 관리를 위해 2012년 9월 12일 조선왕릉관리소 소속 지구관리소로 통합되면서 폐지되었다.

## 주요 업무
- 광릉(사적197호), 순강원(사적356호), 휘경원(사적360호), 영빈묘(사적367호)의 보존관리
- 능원 시설물 관리
- 수목·산림의 보호·관리
- 관람에 관한 사항

## 같이 보기
- 광릉